# Stapleton (Herefordshire)
Stapleton is een civil parish in het bestuurlijke gebied Herefordshire, in het Engelse graafschap Herefordshire met 110 inwoners.